# Aristea recisa
Aristea recisa är en irisväxtart som beskrevs av August Henning Weimarck. Aristea recisa ingår i släktet Aristea och familjen irisväxter. Inga underarter finns listade i Catalogue of Life.